# 硅谷银行
硅谷银行（英語：Silicon Valley Bank，縮寫：SVB）曾经是一家美國大型商業銀行，总部位于加利福尼亚州圣克拉拉。硅谷银行是美国大银行之一，是硅谷本地存款最多的银行。2023年3月10日，美國監管機構關閉矽谷銀行，並由美國聯邦存款保險公司接管了銀行存款，成为美国金融史上僅次於華盛頓互惠銀行的第二大银行倒闭事件。2023年3月26日，第一公民银行收购了硅谷银行，硅谷银行现作为第一公民银行的一个部门运作。
硅谷银行专注于向科技公司提供贷款，为投资科技和生物技术的风险投资、基于收入的融资和私募股权公司提供多种服务，并在其国内市场为高净值个人提供私人银行服务。除了吸收存款和发放贷款外，该银行还经营风险投资和私募股权部门，这些部门有时会投资于公司的客户。

## 历史
1982年成立于美国加州圣何塞，1988年在纳斯达克挂牌上市，1990年在美国东海岸开设分支机构，1990年中期给思科系统提供风险投资。1995年将总部搬迁至加利福尼亚州圣克拉拉，2000年在佛罗里达州开设分支机构，2004年在印度班加罗尔和英国伦敦开设海外分支机构，2005年进入中国北京和以色列。
2012年8月，和上海浦东发展银行在上海各按50%比例出资成立第一家中美合资银行——浦发硅谷银行。2015年7月获中国银行保险监督管理委员会批复，启动人民币业务。

### 2023年倒闭
2023年3月9日稍晚，硅谷银行的母公司表示已出售其投资组合中约210亿美元的证券，这将导致第一季度税后亏损18亿美元，令市场感到意外。该行还出售了12.5亿美元的普通股和5亿美元的可转换优先股证券。消息公布后，包括Founders Fund、Coatue Management和Union Square Ventures在内的几家风险投资公司建议其投资组合公司从硅谷银行撤资，银行挤兑。当天，硅谷银行的母公司SVB Financial Group的股价暴跌60%，带动了美國銀行股下跌以及美國三大股指下跌。3月10日，监管部门加州金融保护和创新部以流动性不足和资不抵债为由关闭，並由美国联邦存款保险公司接管了銀行存款。硅谷银行倒闭是自2008年金融危机以来最大的银行，也是美国史上第二大倒闭银行。3月12日，拜登政府宣布，所有矽谷銀行存戶可於13日上午領出全額存款，不過投资者和银行经理将承受风险。
2023年3月13日，滙豐用一英镑象征地買下了SVB的英國分支，承接SVB UK的67億存款及55億貸款。美国联邦存款保险公司表示已通过其新创建的实体聖塔克拉拉存款保險國家銀行（Deposit Insurance National Bank of Santa Clara）接管了硅谷银行。
2023年3月13日，美国联邦存款保险公司創建了硅谷过桥银行（Silicon Valley Bridge Bank），硅谷银行重开，不過多間营业点大排長龍。
2023年3月26日，美國聯邦存款保險公司同意將矽谷銀行出售給第一公民銀行股份。硅谷银行17家分行于次日起作为第一公民银行旗下银行营业。
2023年4月28日，美联储發佈報告，表示硅谷银行的倒闭归咎于管理不善、银行监管机构监管松懈以及其员工监督不严。